# Saltator de Cabanis
Saltator olivascens
Espèce
Statut de conservation UICN

 LC  : Préoccupation mineure
Le Saltator de Cabanis (Saltator olivascens) est une espèce de passereaux de la famille des Thraupidae.

## Répartition
Son aire s'étend de la Colombie à l'État d'Amapá au Brésil. Cet oiseau se rencontre au Brésil, en Colombie, au Guyana, en Guyane, au Suriname, à Trinité-et-Tobago et au Venezuela.

## Liste des sous-espèces
Selon GBIF (9 avril 2024) :
- Saltator olivascens brewsteri Bangs & T.E.Penard, 1918
- Saltator olivascens olivascens Cabanis, 1849
- Saltator olivascens plumbeus Bonaparte, 1853

## Classification
Le nom valide complet (avec auteur) de ce taxon est Saltator olivascens Cabanis, 1849.
Ce taxon porte en français le nom vernaculaire ou normalisé suivant : Saltator de Cabanis.
Saltator olivascens a pour synonyme :
- Saltator plumbeus Bonaparte, 1853